# Fort de Lahore
El fort de Lahore —en urdú شاہی قلعہ—, anomenat també ciutadella de Shahi Qila, és una fortificació que es troba a la ciutat de Lahore, a la provincia del Panjab, al Pakistan. Està situat a l'extrem nord-occidental de la ciutat fortificada, al costat del recinte emmurallat, i mesura uns 425 metres de llarg per 340 d'ample, sobre una superfície superior a 20 hectàrees. El 1981, el conjunt de la fortificació i els jardins de Shalimar, a uns set quilòmetres l'un dels altres, van ser declarats Patrimoni de la Humanitat per la Unesco sota la denominació «Fort i jardins de Shalimar de Lahore», per ser exemples excepcionals en representar d'expressió artística de l'Imperi Mogol en el cim de la seva esplendor i opulència, durant els segles xvi i xvii. Entre els anys 2000 i 2012 varen estar inclosos en la llista del Patrimoni de la Humanitat en perill.

## Història
La fundació mítica de Lahore i el fort s'atribueixen a Lav, fill del déu Rāma, l'heroi del text èpic Rāmāyana. En realitat no se sap amb certesa qui ni quan va construir el fort, que ja existia el segle xi, en els temps de Mahmud de Ghazna, construït amb argila. El 1241 va ser destruït pels mongols i el 1267 va ser construïda una nova fortalesa en el mateix lloc, pel sultà Ghiyath al-Din Balban. Fou destruït de nou per les tropes invasores de l'exèrcit de Tamerlà el 1398, i tornat a construir el 1421 pel sultà Mubark Xah Syed. A la dècada de 1430, el fort va ser ocupat per Shaikh Ali de Kabul.
Els fonaments de la moderna fortalesa daten de l'any 1566, quan l'emperador mogol Akbar, en utilitzar-lo per controlar la frontera nord-oest del seu regne, el va reconstruir en maó, i probablement el va ampliar cap al riu Ravi que a l'època i fins al 1849 corria al llarg de la muralla nord, atorgar-li un estil arquitectònic amb motius hindús. Al llarg del segle xvii, els emperadors mogols Jahangir, Sha Jahan i Aurangzeb van realitzar successives ampliacions del complex; Shah Jahan va introduir el marbre com a element bàsic per les edificacions, amb dissenys florals, i Aurangzeb va construir a l'entrada al fort la icònica Porta d'Alamgiri, flanquejada per torres semi-circulars,.
Després de la caiguda de l'Imperi Mogol, la fortalesa de Lahore va ser utilitzada com a residència del maharajà fundador de l'Imperi sikh Ranjit Singh, que va fer construir la fortificació exterior del costat nord. El 1846, els colonialistes britànics van ocupar el fort fins al 1927 quan, després de la demolició parcial del mur sud, el van cedir al Departament d'Arqueologia.

## Galeria

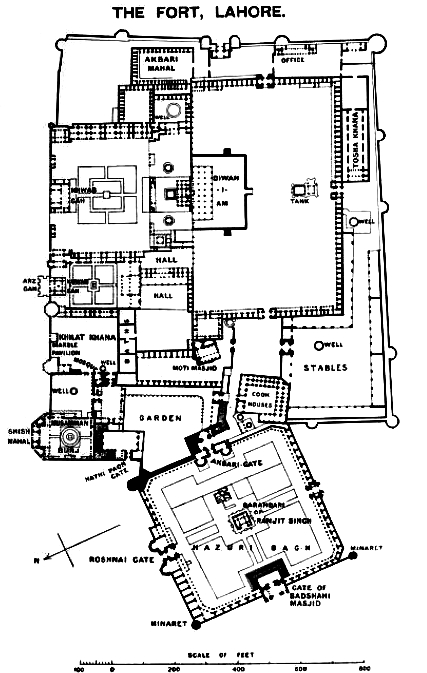
Plànol del fort (1911)
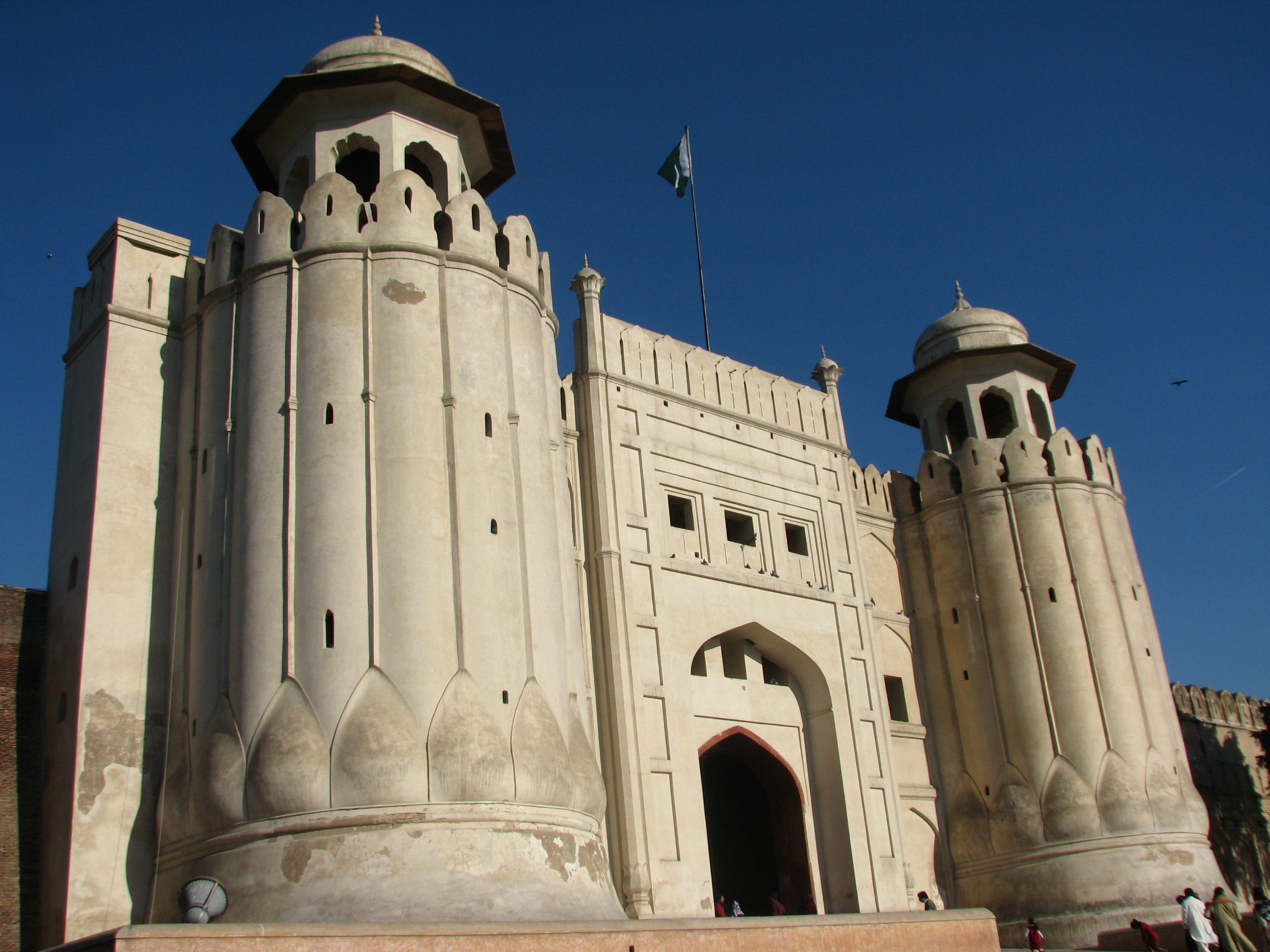
Porta d'Alamgiri
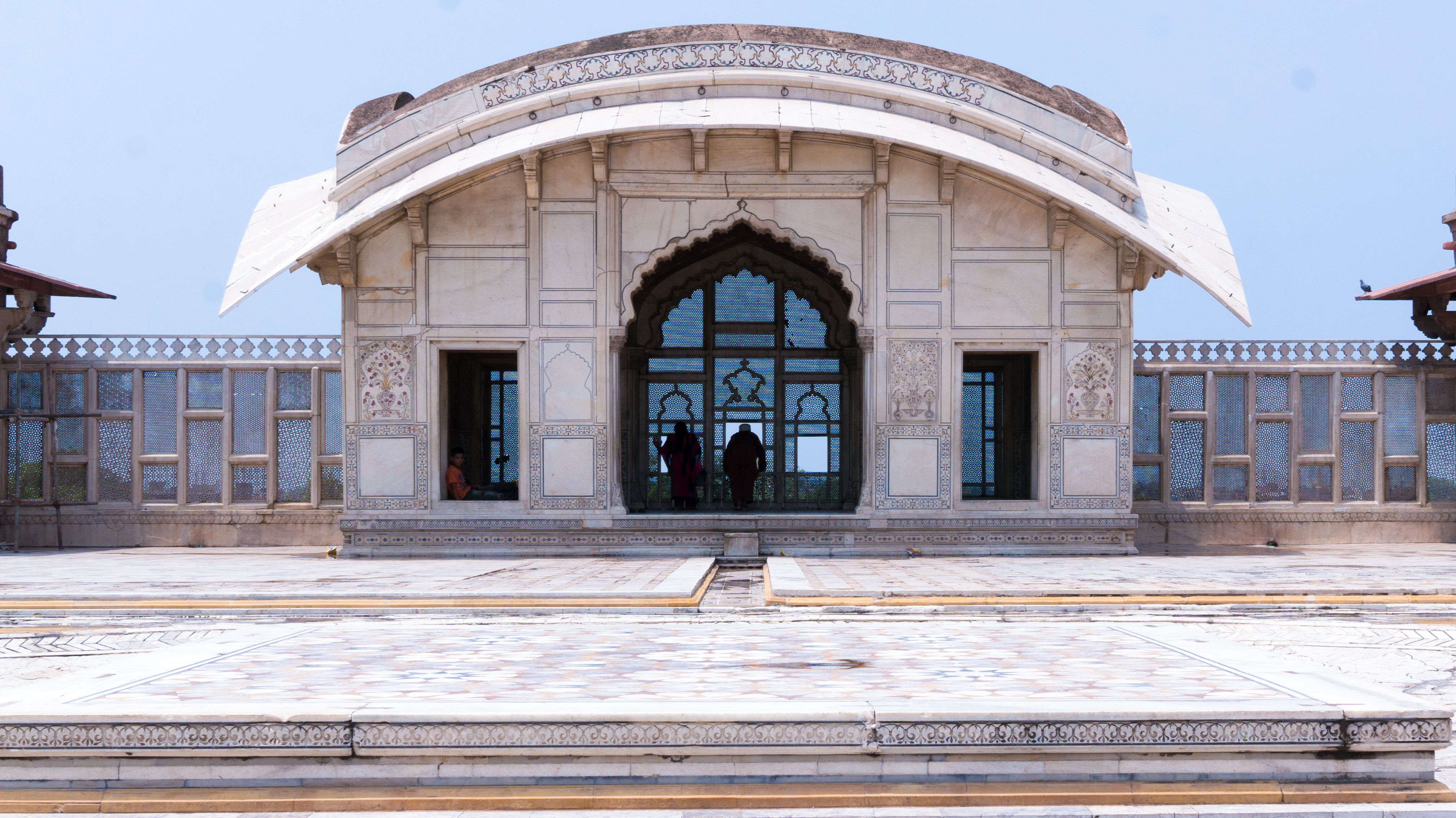
Pavelló Naulakha
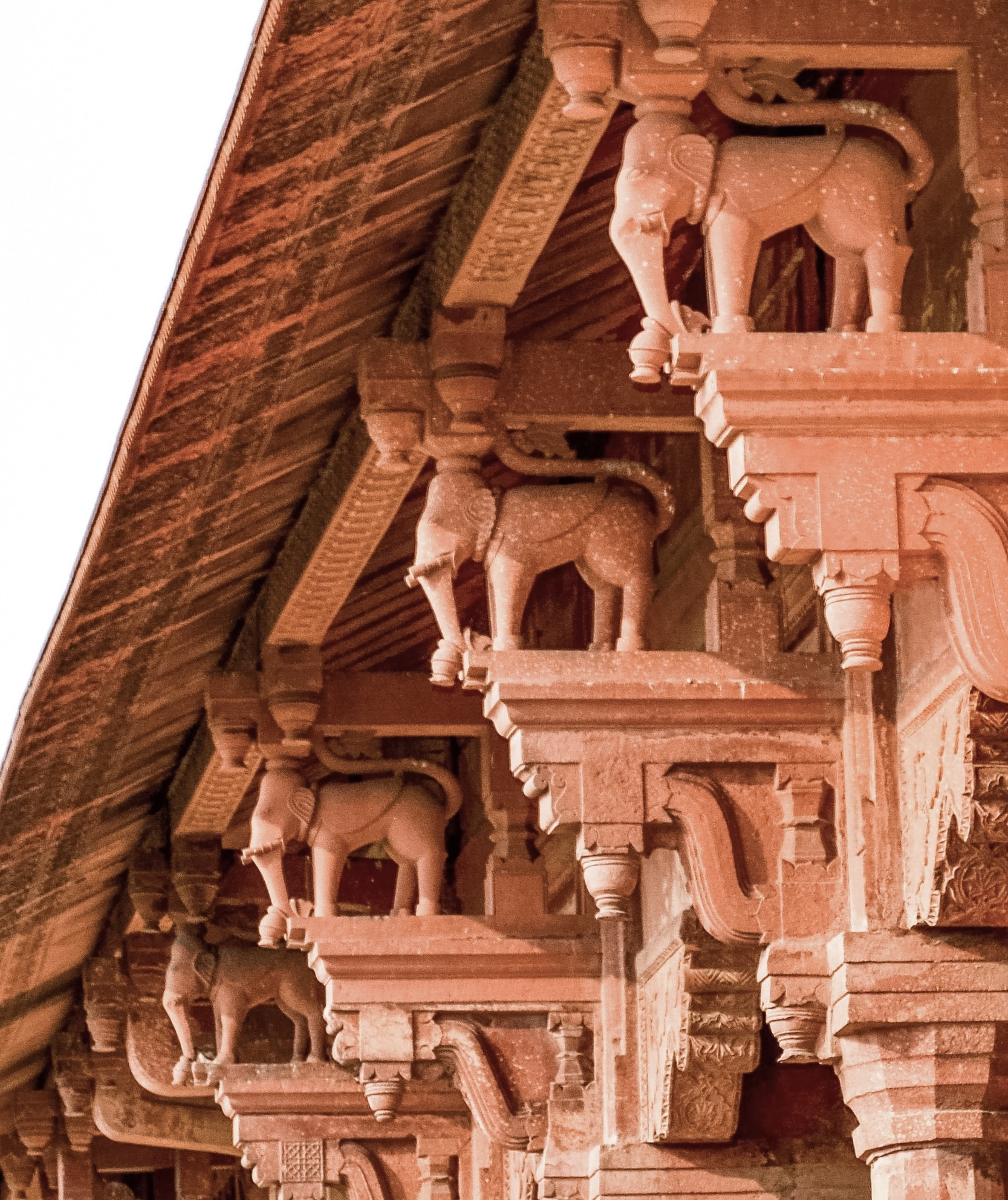
Detalls arquitectònics ornamentals introduïts per l'emperador Akbar
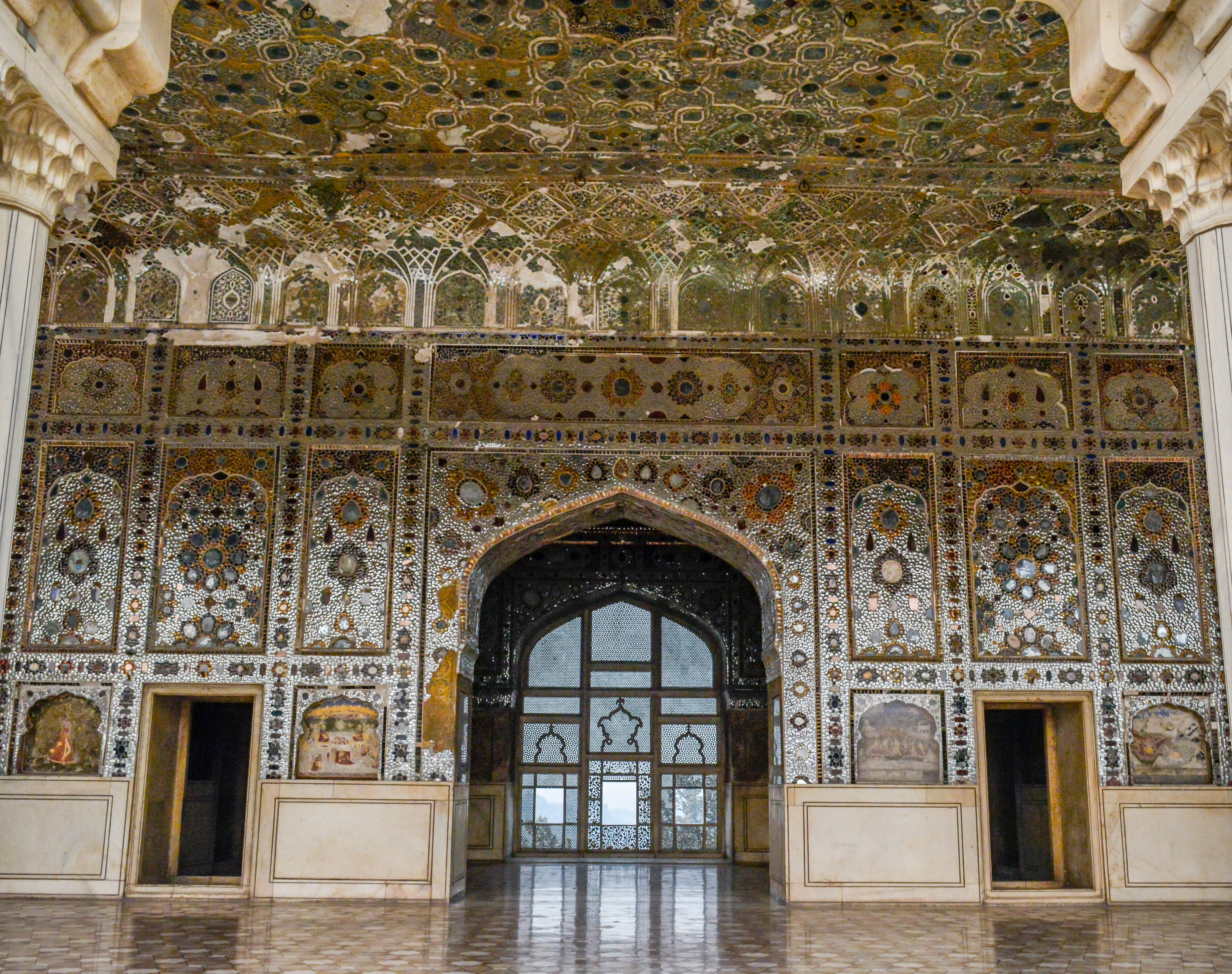
Detalls ornamentals de l'interior d'un dels edificis